# Haus u. Privatgalerie Schulte

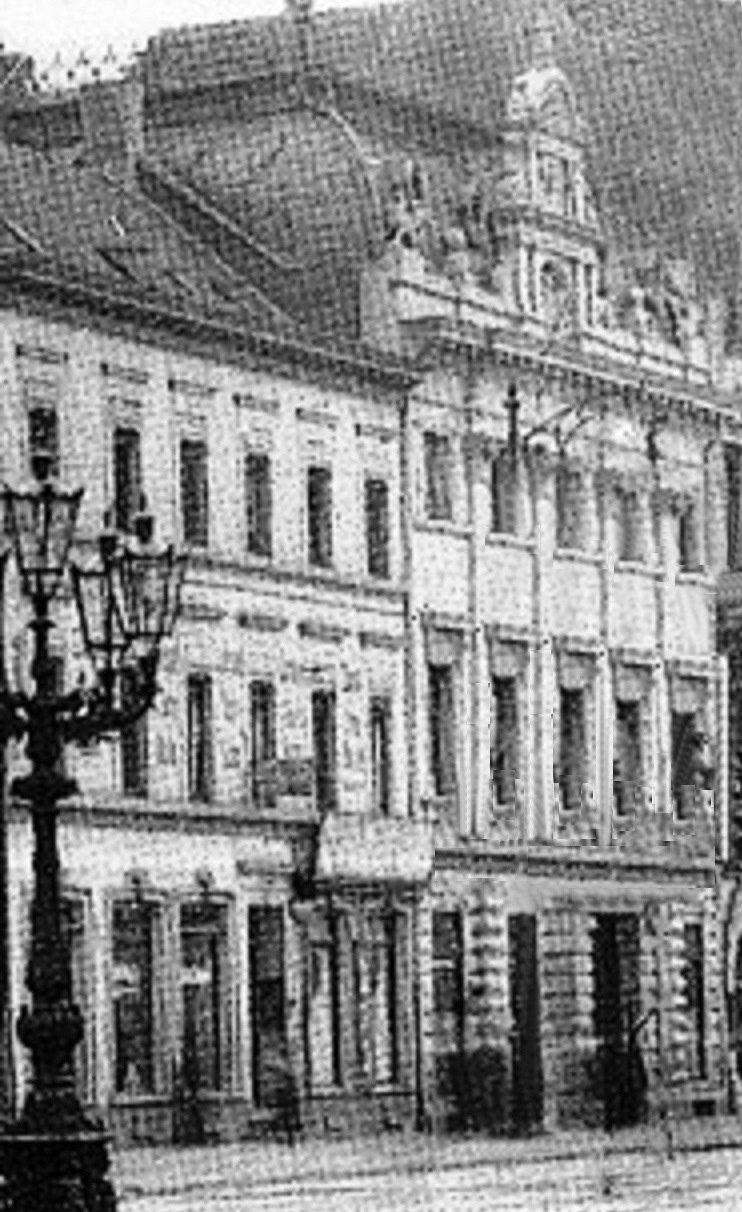
Haus Alleestraße 42 (rechts) mit gewölbtem Dach und Oberlicht

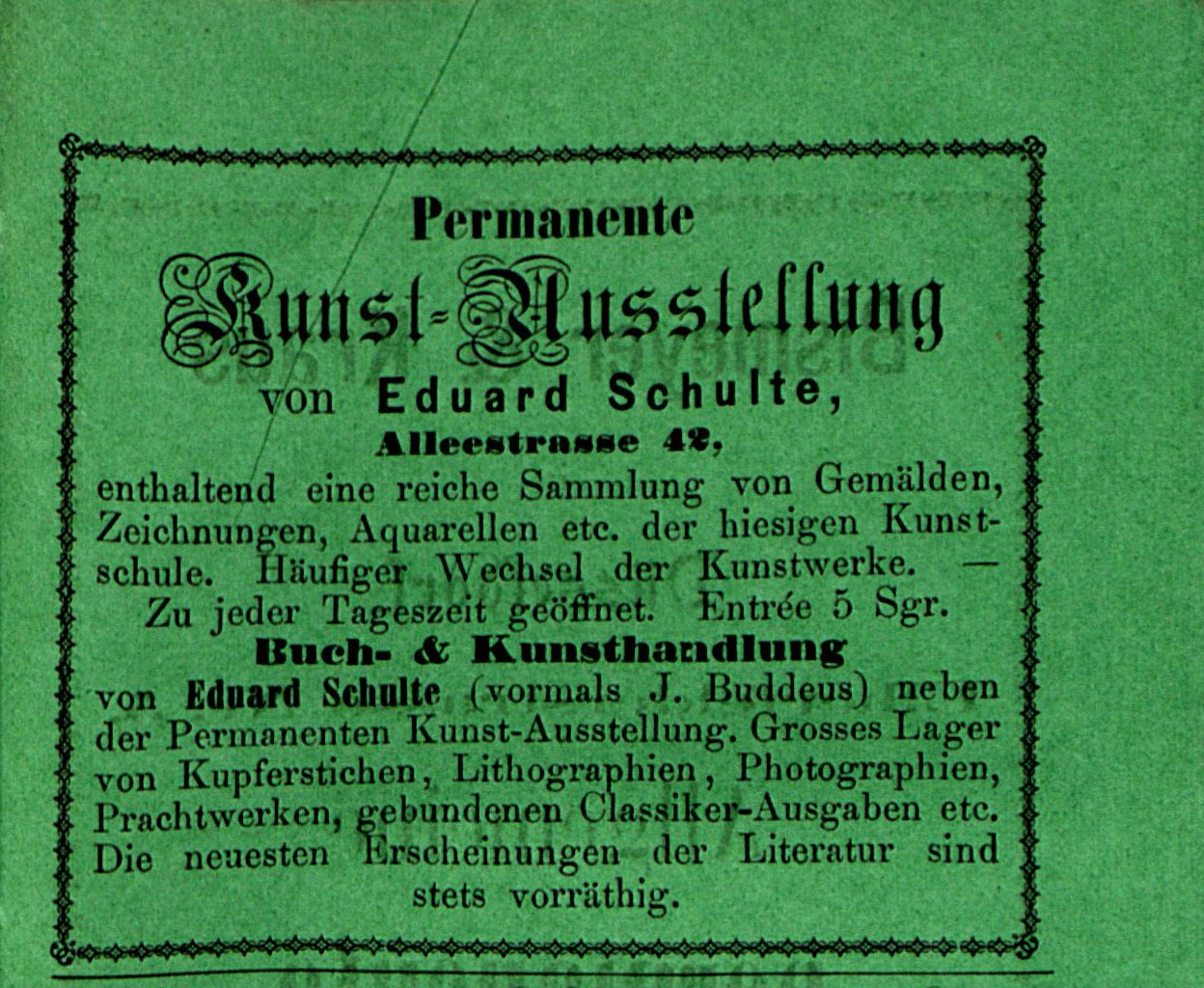
Wilhelm Herchenbach, Fremdenführer für Düsseldorf und Umgegend. Düsseldorf, Rings-Verlag, Düsseldorf 1869, Permanente Kunst-Ausstellung von Schulte, Alleestraße 42

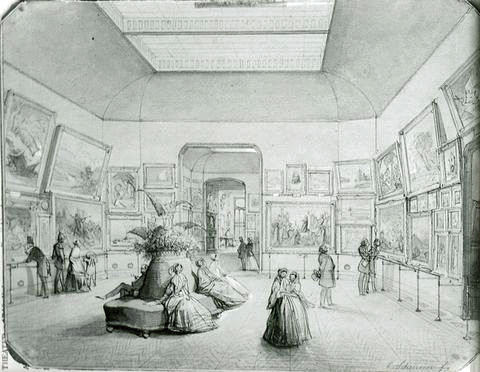
Eduard Schultes Kunstausstellung in Düsseldorf, im Haus Alleestraße 42 um 1855 (Tageslicht durch Oberlicht)

Haus u. Privatgalerie Schulte befand sich an der Alleestraße 42 in Düsseldorf. Sie gehörte dem Galeristen Eduard Schulte. Das Gebäude wurde von dem Grafen zu Solms-Laubach bewohnt. Bekannt wurde das Haus durch die Kunstausstellungen, denn aufgrund einer Vereinbarung durfte „anderswo in Düsseldorf nicht öffentlich“ ausgestellt werden. Im öffentlichen Leben Düsseldorfs spielte die Kunstausstellung im „Kunstsalon von Schulte“ eine bedeutende Rolle: So traf sich „Kunst und Wohlhabenheit zu beiderseitigem Vorteil“ und die „Düsseldorfer Gesellschaft sonntags zum ‚sehen und gesehen werden‘.“ Die Kunstausstellung im Kunstsalon wurde gleichrangig neben der in der Kunsthalle erwähnt. Schwerpunkt der Kunstausstellungen waren die weltweit nachgefragten Werke der Düsseldorfer Malerschule. Architektonisch zeichnete sich das Gebäude laut dem Düsseldorfer Architekten und Ingenieurverein durch seine aufwändige historistische Innenarchitektur nach Entwürfen der Architekten Jacobs & Wehling aus.

## Geschichte
Das Haus gehörte ursprünglich dem Kaufmann Fr. Schimmelbusch. Danach bewohnte der Kommandeur des Westfälischen Ulanen-Regiments Nr. 5, Reinhardt Graf zu Solms-Laubach, das Haus, in dem die Schulte’sche Kunstausstellung stattfand. Eduard Schultes Buch- und Kunsthandel war bemerkenswert. Schulte hatte auch versucht, sich in der Politik zu engagieren.
Mitte des 19. Jahrhunderts war das Haus Alleestraße 42 noch als Buddeus’sche Buchhandlung bekannt. In drei Sälen wurden zahlreiche neue Bilder ausgestellt. Aufgrund einer Vereinbarung durfte „anderswo in Düsseldorf nicht öffentlich“ ausgestellt werden.

## Baubeschreibung
Jacobs & Wehling führten später im Haus einen größeren Umbau durch. Dabei wurde im ersten Obergeschoss ein Saal geschaffen, der eine „interessante Ausstattung [zeigte], für die eine antike Decke aus Südtirol vorbildlich war“. Die Wandvertäfelung und die Türen waren in Nussbaumholz gearbeitet. Abgebildete Grundrisszeichnungen zeigen in der Zeit vor 1904 das Haus Alleestraße 42 als zweigeschossiges Gebäude, bei dem im Erdgeschoss fünf Bildersäle zur Verfügung standen. Diese erhielten durch Oberlichter Tageslicht.

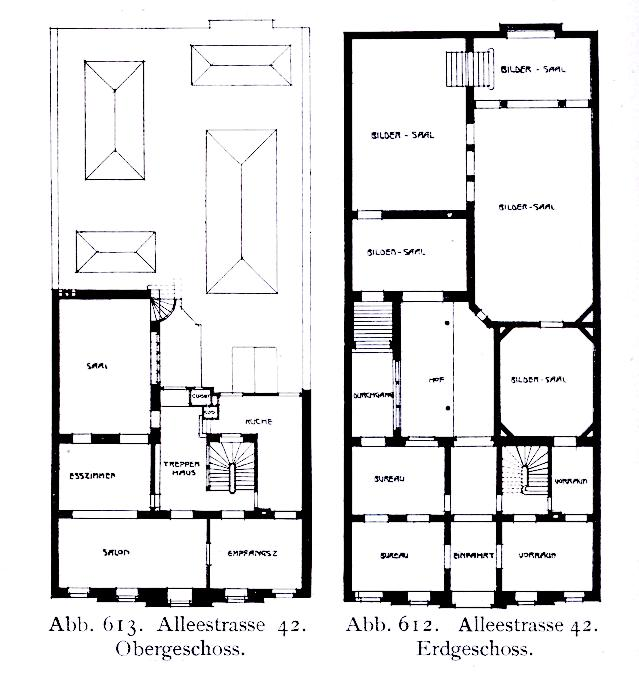
Grundriss des Erdgeschosses und des Obergeschosses vor 1904
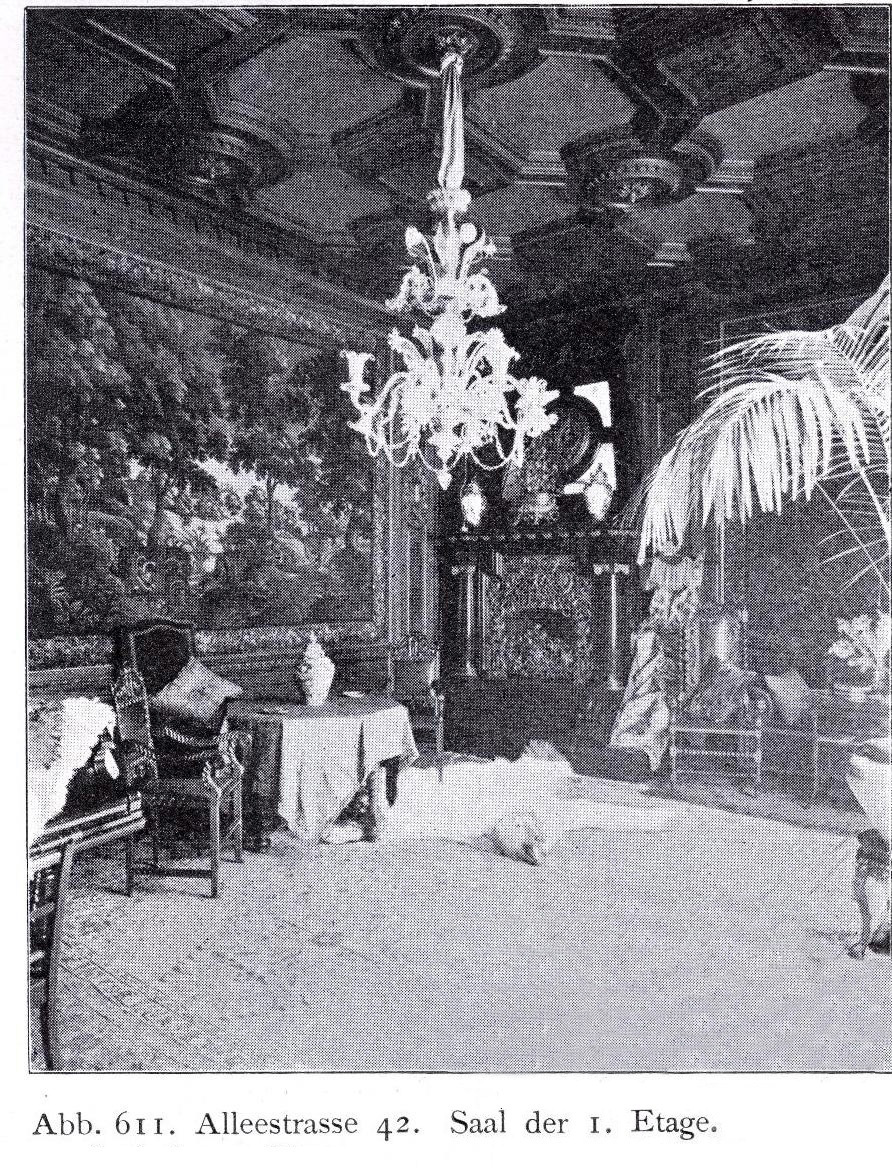
Saal im Obergeschoss (Jacobs & Wehling)
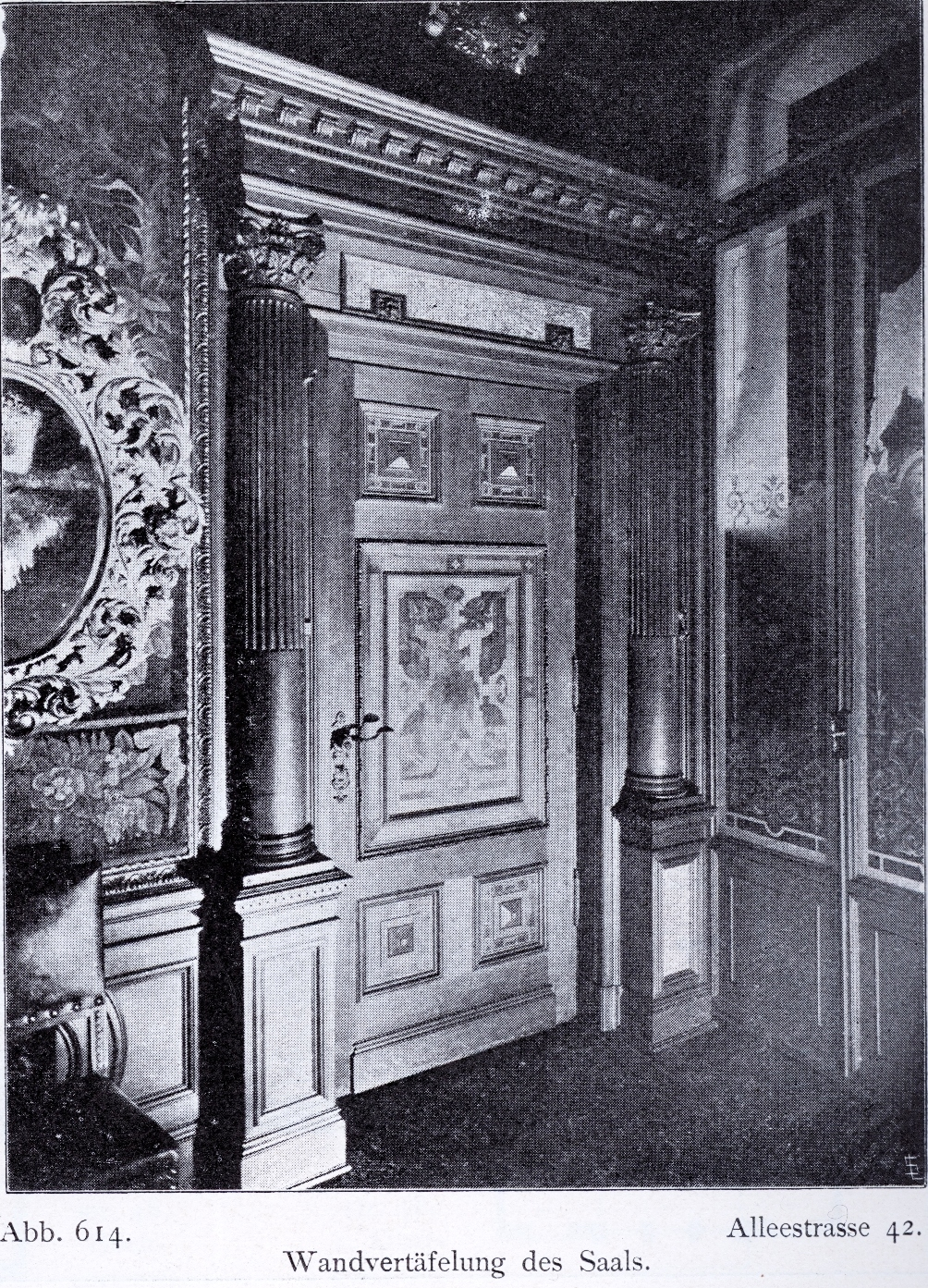
Wandvertäfelung des Saals im Obergeschoss (Jacobs & Wehling)

Die Kunstchronik, Wochenschrift für Kunst und Kunstgewerbe schrieb im März 1889: „Vor kurzem hat E. Schulte sein neues Ausstellungslokal eröffnet. Es sind im wesentlichen die alten Räume, aber jetzt zu einer Gesamtheit vereinigt, die nicht nur in Bezug auf Architektur und Dekoration einen ausserordentlich günstigen Eindruck macht, sondern auch durch die eigentümlich malerische Gruppirung die Phantasie des Beschauers in reizvollster Weise belebt. Der alte grosse Oberlichtsaal mit dem nunmehr vervollständigten Friese von Max Hess nach Thorwaldsens Alexanderzug öffnet sich durch eine würdevolle Säulenstellung über mehreren Stufen gegen einen Zwischenraum, der durch einen mächtigen, den Saal verdoppelnden Spiegel seinen Abschluss erhält. Zur Linken führt eine breite, mit schmiedeeisernem Geländer und Teppichen in geschmackvoller Weise ausgestattete Freitreppe zwischen Säulen hindurch zu  einem etwas kleineren Oberlichtraum, dessen Voute in heller Renaissanceornamentik einige dunkle Künstlerbüsten zeigt. Die Wand zur Linken der Treppe ist weggebrochen. Die dafür tragende niedrige Säulenstellung mit glücklich angeordnetem Altan und schmiedeeiserner Brustwehr gewährt die Aussicht auf den darunter liegenden grossen Saal mit den funkelnden Bildern und die durcheinander wogenden Menschen. Das Entree und der erste niedrige Oberlichtraum sind unverändert geblieben. So empfangt uns ein Ensemble, zu dem wir dem Besitzer nur ebenso sehr wie den leitenden Architekten Jakobs und Wehling Glück wünschen können. […] Herrn Schulte aber bezeigen wir unsern Dank und wünschen, dass die Weihe, die zur Zeit über seinem Hause schwebt, nie davon weichen möge.“